# Genoplesium ostrinum
Genoplesium ostrinum är en orkidéart som beskrevs av David Lloyd Jones. Genoplesium ostrinum ingår i släktet Genoplesium och familjen orkidéer.
Artens utbredningsområde är New South Wales. Inga underarter finns listade i Catalogue of Life.